# Lydia Sayeg
Lydia Leão Sayeg (São Paulo, 14 de maio de 1967) é uma joalheira, empresária, apresentadora e socialite brasileira. Atualmente é CEO da Casa Leão Joalheria. Se tornou conhecida em 2012 após participar do reality show Mulheres Ricas na TV Bandeirantes.

## Biografia
Nascida em 1967, é filha do empresário Ivan Leão Sayeg, herdeiro da Casa Leão Joalheria, fundada no ano de 1912 em São Paulo, e de Lea Elias Sayeg. É irmã, também, de Ivan Leão Sayeg Filho, candidato a vice-prefeito de São Paulo pelo PSL em 2020.
Em 1986, aos 19 anos passou a administrar uma filial da empresa do pai na Alameda Ministro Rocha Azevedo, em São Paulo. Entre os anos de 1995 e 2000 graduou-se em desenho industrial pela Fundação Armando Álvares Penteado, de São Paulo, e formou-se em Gemologia pelo Instituto Gemológico da América, nos EUA[carece de fontes?]. 
Em 1994 se tornou a primeira mulher a ser diretora da Associação dos Joalheiros do Estado de São Paulo [carece de fontes?], sendo eleita, aos 27 anos, a mais jovem ocupante do cargo.[carece de fontes?]
Participou, em 2012, do reality-show Mulheres Ricas, na TV Bandeirantes, sendo criticada pela sua ostentação no programa, que foi chamado de "uma afronta a milhões de brasileiros miseráveis e famélicos"
Em diversas ocasiões, afirmou que existe, e que ela mesma sofre, preconceito por ser rica, acusando de existir no Brasil uma "inversão de valores". Além disso, se considera amiga íntima de Rosângela e Sérgio Moro e apoiadora do ex-presidente Jair Bolsonaro.
Em 2023 a empresária inaugurou a “Casa Hebe”, local destinado a guardar e preservar o acervo pessoal da apresentadora Hebe Camargo. Situa-se em uma casa de dois andares pertencente à empresária. Todas as peças que estão expostas na casa estavam na mansão de Hebe no bairro paulistano de Cidade Jardim.

## Filmografia

### Televisão
| Ano  | Programa          | Personagem | Notas                      |
| ---- | ----------------- | ---------- | -------------------------- |
| 2012 | Mulheres Ricas    | Ela mesma  | —                          |
| 2015 | Programa Raul Gil | Ela mesma  | Quadro "Elas querem saber" |